# 陳慧玲 (企業家)
陳慧玲（英語：Chan Wai-Leng, Heidi，1980年11月1日—），籍貫廣東江門，澳門企業家，現任香港仁愛堂第四十屆董事局副主席，澳門君慧慈善會會長及澳門海峽女企業家協會會長。丈夫為澳門企業家周焯華，香港上市公司太陽國際集團、太陽世紀、帝國集團環球控股的主要股東及娛樂公司太陽娛樂文化老闆。

## 簡歷
近年榮獲世界傑出華人青年企業家獎、法國北歐大學（Sabi University）榮譽商管博士、美國總統社會服務終身榮譽勳章、英國Academy of Multi-Skills學會特許院士。
陳慧玲在家人鼎力支持下, 積極開拓其個人事業，涉獵範圍從餐飲零售、設計工程、以至公關廣告等都得到順利發展, 在各方媒體報導及普羅大眾中建立起其女強人形象。
同時, 亦勇躍參加各種公益及商會活動, 為幫助社會中有需要人士, 及為促進商界發展, 不遺餘力。

## 澳門海峽女企業家協會
澳門海峽女企業家協會是澳門福建婦女聯誼總會分支之一，每年都熱心參與公益活動，如澳門公益金籌款及百萬行。陳慧玲為該會會長。
- 2016年9月6日, 組團拜訪香港仁愛堂，進行社會服務等方面的交流。[5]
- 2016年9月12日, 澳門福建婦女聯誼總會謝路生會長、蔡珊珊理事長、王春美常務副會長帶領下，拜訪澳門特區政府經濟財政司司長梁維特並介紹第二屆澳門海峽女企業家協會。[6]
- 2016年9月21日, 應內蒙古有關方面邀請，由中聯辦協調部副部長張深居任顧問、澳門福建婦女聯誼總會會長謝路生任團長、永遠名譽會長王秀哖、常務副會長莊美容任名譽團長，理事長蔡珊珊和澳門海峽女企業家協會會長陳慧玲任副團長的澳門福建婦女聯誼總會內蒙考察團，下午取道廣州國際機場飛赴呼和浩特，展開一周訪問之旅。[7][8]
- 2016年9月13日澳門福建婦女聯誼總會及三屬會假黃金閣酒樓舉行“迎中秋、慶國慶暨敬老茶會”。[9]

## 澳門君慧慈善會
君慧慈善會 是由陳慧玲及澳門知名人士李碧君共同發起。回饋社會，幫助有需要的人，一直都是君慧慈善會的忠旨。藉著成立君慧慈善會，搭建一個具有實效的平台，讓一眾有熱心善事，樂於助人的人士，找到一個合適而可信賴的途徑，實行有錢出錢，有力出力。君慧慈善會定期舉辦各類型籌款活動，資助有需要的慈善機構，例如孤兒院、老人院、婦女庇護中心等的日常和其他緊急援助、獎學金等等。
- 君慧慈善會慈善晚宴

為君慧慈善會成立的第一個活動，晚宴成功籌得善款幫助有需要人士。
- 粉紅關愛慈善下午茶

每年十月是「國際乳癌關注月」，為響應一年一度的Pinktober粉紅十月，君慧慈善會與新濠天地澳門滾石酒店合作，於「樂吧」舉行一場"粉紅自助慈善下午茶"盛會， 滾石酒店將撥捐活動收益的百分之二十五予香港乳癌基金會，君慧慈善會亦捐出經由慈善下午茶及義賣所籌得的相同善款金額予基金會作慈善用途。
- 探訪老人院及兒童院並捐贈物資。[13]
- 捐贈獎學金予澳門大學及澳門科技大學。[15][16]
- 2016年9月8日, 君慧慈善會與澳門雀仔園福德祠土地廟值理會舉辦“關愛樂中秋”派發福袋活動。[17]

## 香港仁愛堂
香港仁愛堂以「匡老扶幼、興學育才、助弱保康、關社睦鄰」為宗旨，為大眾市民提供福利、教育、醫療、康體等服務。陳慧玲於任期內曾擔任堂務行政、財務、籌務、醫療服務、社會服務、教育服務、社會企業及長遠發展範疇的執行委員。積極參與仁愛堂的活動籌款及贊助如下：
- 連續獲頒年度最高籌款贊助人大獎
- 中秋月餅及關懷長者中秋福袋慈善義賣
- 仁愛堂長者愛心卡計劃 [18]
- 仁愛堂名人名曲慈善唱會銀贊助[19]
- 善心滿載仁愛堂電視籌款晚會至尊贊助[20]
- 仁愛堂慈善步行日金贊助並擔任活動主任委員[21][22]
- 仁愛堂周年慈善舞會金贊助並擔任活動主任委員[23]

在醫療服務方面，於2015年成立以陳慧玲女士命名的「仁愛陳慧玲綜合醫療中心」、2016年捐贈一部流動中醫醫療車 ，為長者提供優惠及方便的中醫服務。

## 個人業務及公職
- 德國國家級生物實驗室(亞洲)有限公司 – 創辦人兼董事
- 新天傳訊澳門有限公司 – 行政總裁
- 澳門星玥設計工程有限公司 – 行政總裁
- 綠。廚房食品有限公司 – 董事
- 東南亞特色美食 – 董事
- HC Florista夏迪花舍 – 董事
- 富訊集團有限公司 – 董事
- Absolute Fitness – 董事
- Infinite Pure養生薈 – 董事
- 鳳王府成都火鍋 – 董事

- 中國人民政治協商會議成都市委員會 – 委員
- 澳區省級政協委員聯誼會 – 監事
- 國際獅兄弟同學會龍獅團 – 永遠榮譽主席
- 澳門國際嘉年華協會 - 永遠榮譽會長
- 澳門美容業商會 - 榮譽會長
- 亞洲彩鑽協會 - 榮譽彩鑽顧問
- 九龍婦女聯會 - 第七屆榮譽顧問
- 澳門金井青年會 - 名譽會長
- 澳門海峽女企業家協會 - 會長
- 澳門君慧慈善會 - 會長
- 香港乙肝基金會有限公司 - 常務主席
- 香港仁愛堂第三十六至四十屆董事局 - 副主席
- 香港仁愛堂第三十五屆董事局 - 總理
- 世界華人協會-副主席
- 世界華人協會（澳門區）- 副會長
- 澳門選美連盟 - 監事長
- 澳門成都海外聯誼會-副秘書長
- 澳門福建海外聯誼會-理事

## 資料來源
1. ↑  . www.io.gov.mo.   [2019-07-21]. （原始内容存档于2019-07-21）.
2. ↑  . www.io.gov.mo.   [2019-07-21]. （原始内容存档于2019-07-21）.
3. ↑  . Apple Daily 蘋果日報.   [2016-11-09]. （原始内容存档于2016-09-10）.
4. ↑  Ltd, Clickr Information Techology co. . 澳門福建婦女聯誼會.   [2016-11-09]. （原始内容存档于2018-07-24）.
5. ↑  2016年9月7日澳門日報 B6澳聞 的存檔，存档日期2016年9月13日，.
6. ↑  . 今日時事 - CyberCTM澳門No.1人氣社區.   [2019-07-21]. （原始内容存档于2019-07-21）.
7. ↑  2016年9月22日澳門日報B10澳聞 的存檔，存档日期2016年9月26日，.
8. ↑  2016年9月28日澳門日報B12澳聞 的存檔，存档日期2016年10月3日，.
9. ↑  2016年9月14日澳門日報B9澳聞 的存檔，存档日期2016年9月18日，.
10. ↑  . www.io.gov.mo.   [2019-07-21]. （原始内容存档于2019-07-21）.
11. ↑  2015年4月29日澳門日報[永久]
12. ↑  . 今日時事 - CyberCTM澳門No.1人氣社區.   [2019-07-21]. （原始内容存档于2019-07-21）.
13. 1 2  . Apple Daily 蘋果日報.   [2016-11-09]. （原始内容存档于2015-04-28）.
14. ↑  . 今日時事 - CyberCTM澳門No.1人氣社區.   [2019-07-21]. （原始内容存档于2019-07-21）.
15. ↑  Pui, sharonkuok Kuok Un. .   [2019-07-21]. （原始内容存档于2021-05-25）.
16. ↑  .   [2016-11-09]. （原始内容存档于2017-12-03）.
17. ↑  2016年9月19日澳門日報 的存檔，存档日期2016年9月23日，.
18. ↑  [永久]
19. ↑  Pao, Ming. . www.mingpaocanada.com.   [2019-07-21]. （原始内容存档于2018-07-24）.
20. ↑  . 成報.   [2019-07-21]. （原始内容存档于2018-07-24）.
21. ↑  [hk.apple.nextmedia.com/entertainment/art/20141211/18964791 2014年12月11日蘋果日報]
22. ↑  .   [2016-11-09]. （原始内容存档于2018-07-24）.
23. ↑  . Apple Daily 蘋果日報.   [2016-11-09]. （原始内容存档于2016-01-09）.
24. ↑  [www.yot.org.hk/index.php?pid=35&submenu_id=2]
25. ↑  . paper.wenweipo.com.   [2016-11-09]. （原始内容存档于2019-09-11）.